# Russell Mockridge
Russell Mockridge (Melbourne, 18 luglio 1928 – Melbourne, 13 settembre 1958) è stato un pistard e ciclista su strada australiano.
Ha vinto due medaglie d'oro olimpiche nel ciclismo su pista, entrambe alle Olimpiadi 1952 svoltesi a Helsinki: una nella gara di chilometro da fermo e una nella gara di tandem insieme a Lionel Cox.
È deceduto dopo essere stato investito da un autobus durante una gara all'età di 30 anni.

## Piazzamenti

### Grandi giri
- Tour de France

1955: 64º

### Classiche monumento
- Parigi-Roubaix

1955: 42º